# Kéleshalom
Kéleshalom este un sat în districtul Jánoshalma, județul Bács-Kiskun, Ungaria, având o populație de 446 de locuitori (2011). 

## Demografie
Componența etnică a satului Kéleshalom
     Maghiari (98,07%)
     Germani (1,2%)
     Romi (0,72%)
Componența confesională a satului Kéleshalom
     Fără religie (15,02%)
     Reformați (1,35%)
     Necunoscută (83,63%)
Conform recensământului din 2011, satul Kéleshalom avea 446 de locuitori. Din punct de vedere etnic, majoritatea locuitorilor (98,07%) erau maghiari, cu o minoritate de germani (1,2%). Nu există o religie majoritară, locuitorii fiind persoane fără religie (15,02%) și reformați (1,35%). Pentru 83,63% din locuitori nu este cunoscută apartenența confesională.